# Orzech laskowy

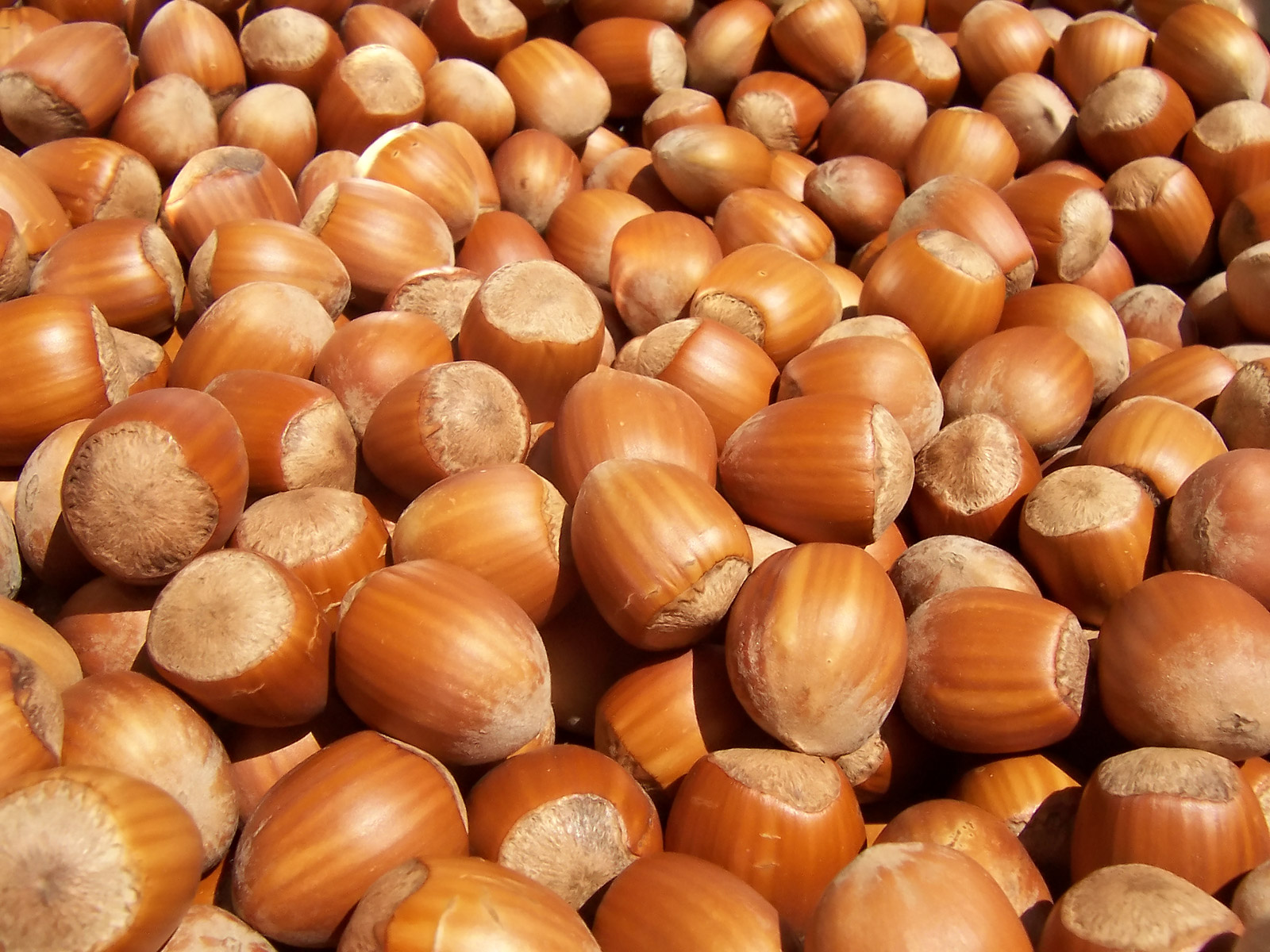
Orzechy laskowe odmiany wielkoowocowej

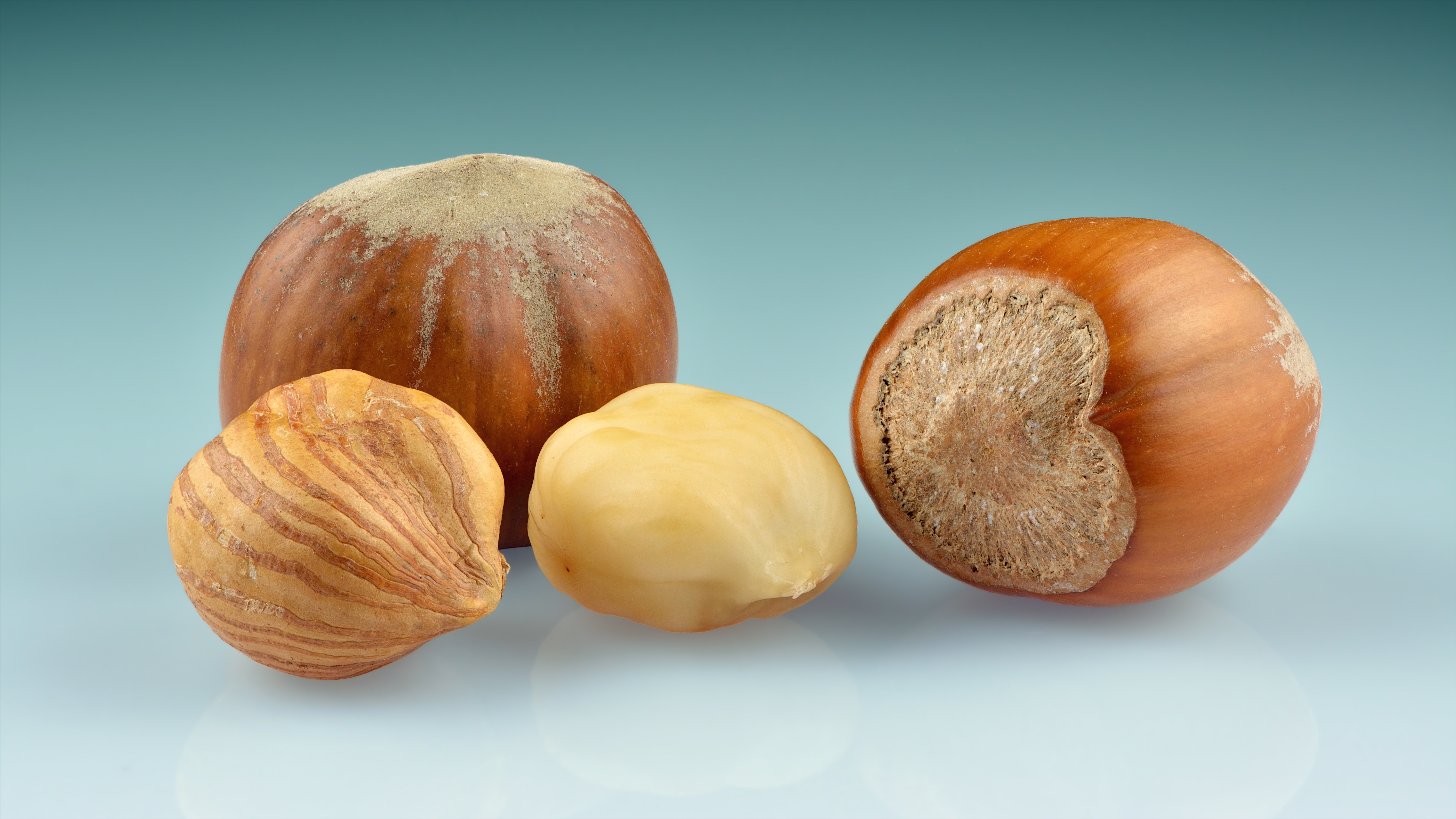
Orzechy laskowe – całe owoce, nasiono w łupinie i nasiono bez łupiny

Orzech laskowy – jadalny owoc różnych gatunków krzewów z rodzaju leszczyna (Corylus). Orzechy laskowe spożywane są przez ludzi od najdawniejszych czasów i we wszystkich obszarach, gdzie leszczyny występują. Orzechy różnych gatunków różnią się wielkością, plennością, smakiem, ale mają podobną wartość odżywczą i dietetyczną. Największe znaczenie gospodarcze mają odmiany uprawne pochodzenia mieszańcowego uzyskane z leszczyny południowej, pospolitej i pontyjskiej. Orzechy laskowe są współcześnie wykorzystywane w przemyśle cukierniczym i piekarniczym. Spośród owoców jadalnych strefy umiarkowanej wyróżniają się największą wartością odżywczą i energetyczną. Olej z tych orzechów stosowany jest w przemyśle farmaceutycznym w produkcji kosmetyków oraz w przemyśle farbiarskim do wyrobu farb. Orzechy laskowe zalecane są w różnych terapiach ze względu na walory odżywcze i lecznicze. Roczna ich produkcja na świecie wynosi ok. 600–750 tys. ton, przy czym większość pochodzi z Turcji.

## Charakterystyka botaniczna

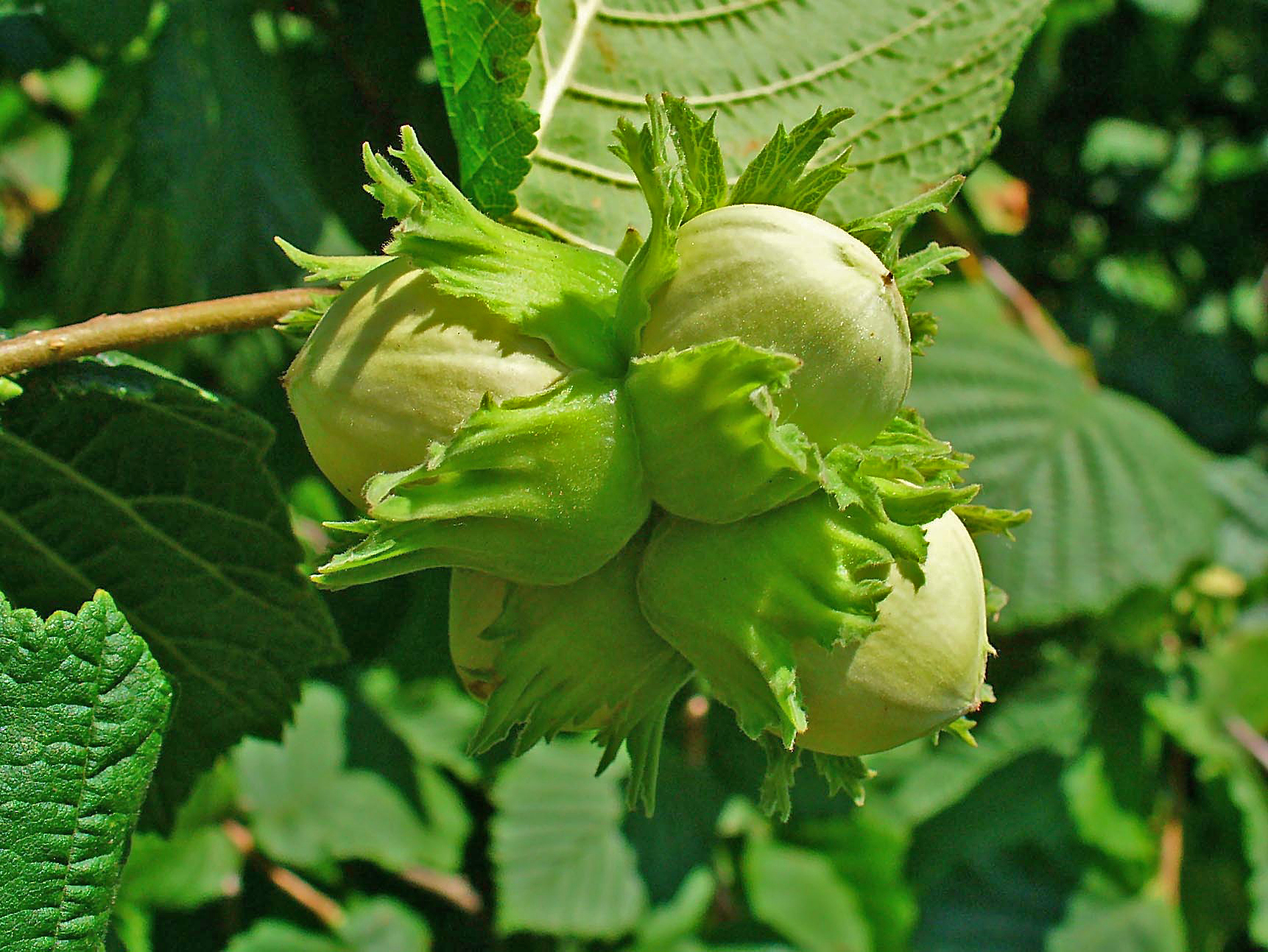
Orzechy laskowe w okrywach

Orzechy laskowe to orzechy właściwe, jednonasienne, bezbielmowe. Wypełniające ich wnętrze nasiono składa się z dwóch liścieni i drobnego zarodka między nimi. Łupina nasienna jest skórowata, ciemnobrązowa i poprzerastana włóknami. Nasiono otacza zdrewniała owocnia, której wielkość, kształt, grubość i barwa są ważnymi cechami różniącymi odmiany. U nasady owocni znajduje się tarczka, poprzez którą zrośnięta jest ona z okrywą owocową powstającą z trzech podkwiatków, w różnym stopniu u różnych odmian i gatunków okrywającą orzech. Orzechy wyrastają najczęściej po dwa lub kilka, rzadko pojedynczo lub w większej liczbie.
Orzechy leszczyny pospolitej (Corylus avellana) są małe do średniej wielkości – osiągają do 2,5 cm długości. Ich tarczka jest mała, a okrywa owocowa ząbkowana i krótsza lub dłuższa od orzecha.
Leszczyna pontyjska (C. avellana var. pontica) jest taksonem macierzystym dla większości uprawianych odmian wielkoowocowych. Jest bardzo plenna, daje owoce duże, o tarczce trójkątnej. Okrywa bardzo zmienna – krótsza lub dłuższa od orzecha. Odmiany pochodzące od tej leszczyny znane są jako zellerówki.
Leszczyna południowa (długookrywowa, C. maxima) ma orzechy krótko omszone, o długości do 2,5 cm, z nasionem dobrze wypełniającym skorupę, z okrywami strzępiastymi, dłuższymi od orzechów i za nimi zwężonymi. Odmiany pochodzące od tej leszczyny należą do najstarszych uprawianych, znane są jako lambertówki.
Mniejsze znaczenie, choć stosowane są i były do uzyskiwania odmian uprawnych, mają leszczyny takich gatunków jak: mandżurska (C. sieboldiana var. mandshurica), kaukaska (C. colchica), turecka (C. colurna), amerykańska (C. americana), różnolistna (C. heterophylla) i kalifornijska (C. californica).

## Historia
Pożywne orzechy laskowe stanowiły pokarm ludzi od najdawniejszych czasów. Leszczyny uprawiane były w starożytności w Grecji, Persji i w Azji Mniejszej. W średniowieczu uprawy rozprzestrzeniły się w Europie południowej, w X–XIII wieku we Francji, później w Niemczech i Anglii. Orzechy z amerykańskich gatunków leszczyn (Corylus americana i C. rostrata) spożywane były przez Indian. W uprawach rozprzestrzeniane były odmiany pochodzenia mieszańcowego pochodzące głównie od leszczyny południowej i pontyjskiej, udokumentowane we Francji w XVI wieku. Od przełomu XIX i XX wieku uprawy leszczyn rozwijają się w Stanach Zjednoczonych, gdzie wyhodowano ponad 100 odmian, w tym także o dużej odporności na mróz, pochodzenia mieszańcowego z gatunkami tam rodzimymi. Także zasięg upraw w Europie powiększono na północ w wyniku uzyskiwania odmian odpornych na mrozy, głównie dzięki mieszaniu ich z leszczyną pospolitą i mandżurską.

## Owocowanie i plenność
Owoce rozwijają się u leszczyn długo po kwitnieniu. Ziarno pyłku może pozostawać nieruchomo na słupku nawet do 3–5 miesięcy. Dopiero po następującym wówczas zapłodnieniu, od około końca czerwca rozwijać się zaczyna nasiono i owoc. Owocnia drewnieje, brązowieje i w dojrzałym stanie odrywa się od okrywy lub opada wraz z nią, w przypadku okryw zamkniętych. Dojrzewanie owoców jest bardzo nierównomierne i trwa ok. 6–8 tygodni – od połowy sierpnia do połowy października. Plenność jest bardzo zróżnicowana w zależności od odmiany, wieku krzewu, warunków pogodowych. Zwykle z jednego krzewu uzyskuje się ok. 2 kg lub niewiele więcej owoców. Z 1 ha zbiera się do kilkuset lub kilku tysięcy kg. Do najbardziej owocodajnych odmian uprawianych w Polsce należą: Barceloński, Olbrzymi z Halle, Webba Cenny, Warszawski Czerwony, Wczesny Długi, czy Kataloński.

## Zbiór i przechowywanie
Ponieważ orzechy rosną, dopóki nie spadną z krzewu, zbiór dokonywany powinien być tylko w odniesieniu do owoców łatwo oddzielających się lub opadłych, także po potrząsaniu gałęziami. Na wielkotowarowych plantacjach zbiór prowadzony jest mechanicznie – z użyciem otrząsarek i maszyn zasysających opadłe owoce (uprzednio wyrównuje i oczyszcza się podłoże). Nie należy dopuszczać do przelegiwania owoców na powierzchni gruntu dłużej niż dwa dni. Po zbiorze orzechy są suszone. Przechowywać je należy w niskiej temperaturze ok. 2–4 °C i przy wilgotności względnej powietrza nie przekraczającej 75%. W chłodni o temperaturze 0–2 °C orzechy mogą być przechowywane przez rok.

## Produkcja orzechów laskowych
| Produkcja orzechów laskowych w 2014 | Produkcja orzechów laskowych w 2014 |
| Kraj                                | Produkcja tysiące ton               |
| ----------------------------------- | ----------------------------------- |
| Turcja                              | 450,0                               |
| Włochy                              | 75,5                                |
| Gruzja                              | 37,4                                |
| Stany Zjednoczone                   | 32,7                                |
| Azerbejdżan                         | 29,8                                |
| Świat                               | 713,5                               |

Produkcja światowa orzechów laskowych wynosi ok. 600–750 tysięcy ton i koncentruje się w Azji Mniejszej, we Włoszech i w regionie Kaukazu. Po kilkadziesiąt tysięcy ton orzechów produkowanych jest poza tym w Stanach Zjednoczonych, Hiszpanii, Kazachstanie i w Chinach. Powyżej kilku tysięcy ton zbieranych jest w Grecji i Francji. Szacowana powierzchnia upraw leszczyny w Polsce w 2009 wynosiła ok. 3,6–4 tys. ha przy wyraźnym trendzie wzrostowym. Zbiory szacowane są na ok. 4,4–6 tys. ton.

## Znaczenie gospodarcze i zastosowanie

### Wartość odżywcza i zastosowania kulinarne

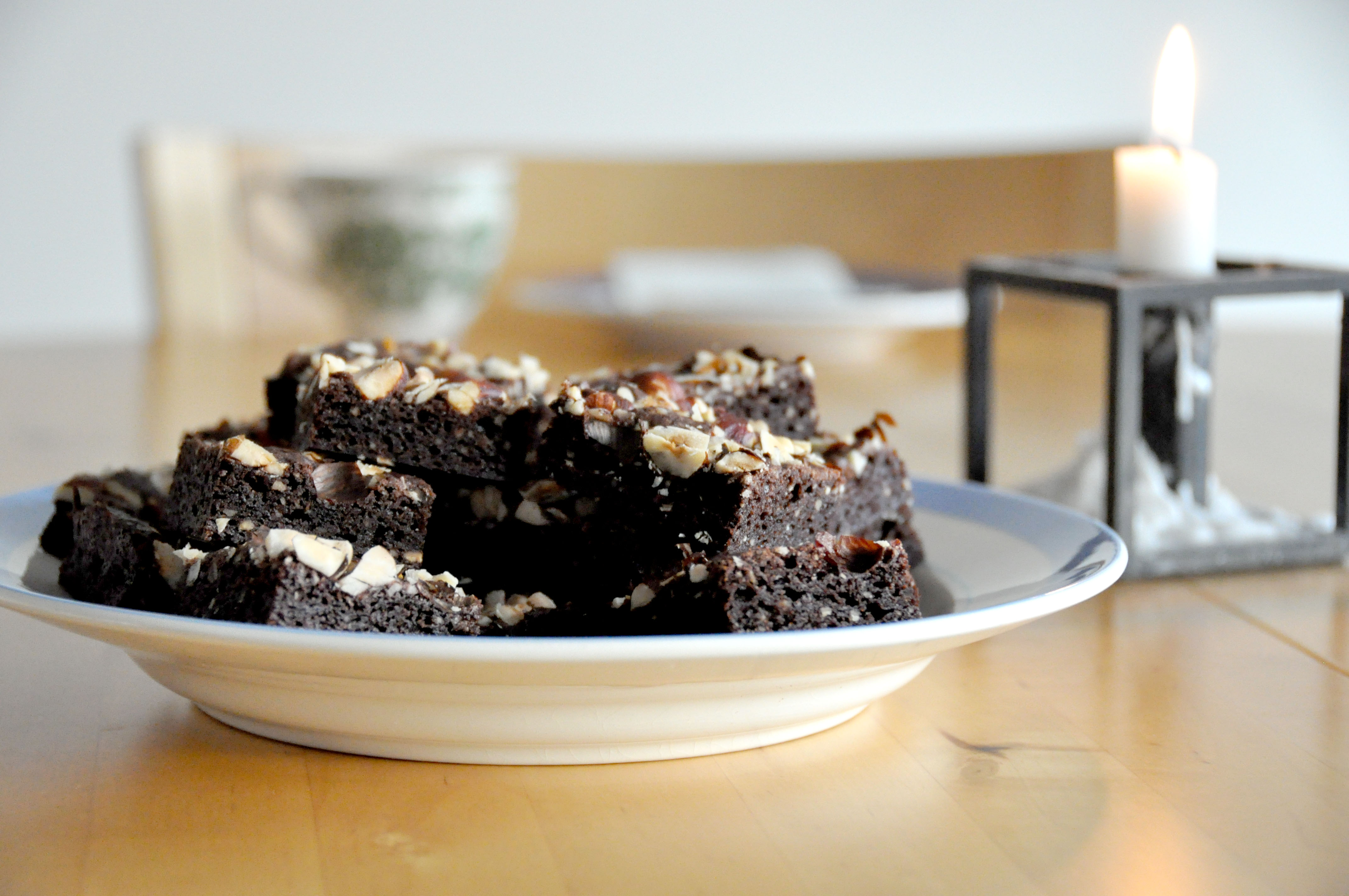
Ciasto czekoladowe z orzechami laskowymi

Orzechy laskowe wyróżniają się wysoką wartością kaloryczną wynoszącą do 666 kcal na 100 g owoców. Zawierają nieznaczne ilości nasyconych kwasów tłuszczowych, głównie kwasu palmitynowego i stearynowego (odpowiednio 3,13 g i 1,08 g na 100 orzechów). Najwięcej zawierają kwasu oleinowego, bo aż 48,6 g w 100 g. Orzechy laskowe posiadają w swoim składzie duże ilości aminokwasów. Cechują się także dużą zawartością łatwo przyswajalnych związków żelaza, magnezu, sodu, potasu i fosforu. Posiadają znaczne ilości związków manganu.
| Aminokwasy (w 100 g) |
| --- |
| - Izoleucyna - 852 mg; - Leucyna - 847 mg; - Lizyna - 402 mg; - Metionina - 109 mg; - Fenyloalanina - 485 mg; - Tyrozyna - 511 mg; - Treonina - 363 mg; - Tryptofan - 152 mg; - Walina - 873 mg; - Arginina - 2041 mg; - Histydyna - 246 mg; - Alanina - 426 mg; - Kwas asparaginowy - 982 mg; - Kwas glutaminowy - 2784 mg; - Glicyna - 1188 mg; - Prolina - 764 mg; - Seryna - 1316 mg; |

Orzechy laskowe są istotnym produktem stosowanym w przemyśle cukierniczym. Dodawane są w całości do czekolad, batonów i deserów. Po rozdrobnieniu jako śruta trafiają do ciast, jako nadzienie do wafli i deserów. Wytłoki stosuje się jako dodatek do chałwy. Orzechy wykorzystuje się także do wyrobu likierów i dań niesłodkich. Aromatyczny olej z orzechów laskowych dodawany jest do sałatek.

### Zastosowanie lecznicze, w kosmetyce i przemyśle farbiarskim
Ich spożycie wiąże się ze zmniejszonym ryzykiem chorób układu krążenia. Ze względu na walory dietetyczne, zwłaszcza dużą koncentrację soli mineralnych i witamin, orzechy laskowe zalecane są dzieciom, osobom osłabionym, chorującym na anemię, mającym problemy z sercem, przepracowanym i wyczerpanym nerwowo. Przypisywane im jest działanie zapobiegające miażdżycy (dzięki dużej zawartości kwasu linolowego), otyłości, łagodzić mają zmęczenie i poprawiać samopoczucie.
Olej z orzechów laskowych stosowany jest w przemyśle farmaceutycznym w produkcji kosmetyków oraz w przemyśle farbiarskim do wyrobu farb. Dodawany jest do perfum, mydeł, farb kosmetycznych, lakierów, preparatów do opalania i pielęgnacji włosów.
Dieta wzbogacona w orzechy laskowe wiąże się ze spadkiem cholesterolu LDL i cholesterolu całkowitego. Podczas gdy cholesterol HDL, trójglicerydy i BMI pozostają zasadniczo niezmienione.